# ماتوس (کالیفرنیا)
ماتوس (به انگلیسی: Mattos) یک منطقهٔ مسکونی در ایالات متحده آمریکا است که در شهرستان آلامدا، کالیفرنیا واقع شده‌است. ماتوس ۱۲ متر بالاتر از سطح دریا واقع شده‌است.